# 유형학
유형학(類型學, 형식학, 타이폴로지, 영어: typology)은 분류학, 특히 고고학이나 고현학 등에 있고, 물질을 그 특징·특성에 따라 분류해, 분류 결과를 고찰하는 것, 및, 심리학이나 인간학의 입장에서는 똑같이 인간행동을 유형을 이용해, 그 개인을 전체적으로 파악하려는 방법론이다.

## 개요
유형학은 플라톤의 형이상학인 「본질주의」나 「이데아론」에 가까운 세계관을 기초로 성립되고 있다. 본질주의에서 세계는 현실의 불연속한, 불변한 「형태」로 나눌 수 있다고 생각한다.

### 고고학이나 예술에서의 유형학
플라톤의 이데아론적 세계관은 대부분의 유형학적 구조의 기초에서, 특히 석기 등의 유물의 연구에서는, 어느 종류류의 유물의 본질적인 형태는 「심리적인 추형」, 또는 석기의 제작자가 사용 목적이나 사용감, 혹은 미의식 등에서 바람직하다고 생각한 특색의 편성으로 되어 있다. 출토하는 유물은 다양한 형태와 속성을 가지고 있지만, 이것들은 제작자의 마음 속에 있던 「심리적추형」의 불완전한 실현의 결과로 간주할 수 있다. 또, 심리적 모형의 불완전한 실현은 그 원재료(소재)가 된 석재의 질이나, 개개의 제작자의 기량의 차이로부터 나타난다고 생각할 수 있다. 고고학에서의 유형학은 다양한 유물을 형태마다 분류해, 그 형태의 본질이나 작성 연대 등을 고찰해 나가는 것이다.
고고학에서의 고전적 형식학은 생물학의 진화 분류학 등의 영향하, 19세기 후반. 스웨덴의 오스칼 몬테리우스(Oscar Montelius)들에 의해 형성되었다. 그는 고고 자료를 생물과 같이 종으로 나누어 그 진화의 과정을 형식으로부터 설명하려고 생각해 층위학과 조합해 유물의 형식 편년체계를 작성했다.
19세기로부터 20세기 초두에 걸쳐 고고학적 유형학(형식학)은 경험주의적 관찰이나 직감을 조합해 구축되는 것이 보통이었다. 1960년대, 종래의 분류학의 객관성이나 과학성의 부족함이 지적되는 가운데, 통계학적 수법과 표형 분류학(수량 분류학)의 발달에 의해, 수학적 수법(클러스터 해석, 주성분 분석, 인자 분석, 코레스폰던스 분석(대응 분석) 등을 포함)이 유형학의 구축에 사용되게 되었다. 1990년대 이후는, 고고학자는 분지학으로부터 차용한 계통학적 수법도 이용하게 되었다.
유형학은 미술이나 건축 등의 분야, 혹은 고현학에서도 응용된다. 20세기 후반의 서독에서는, 사진가 베른트 & 힐라 베처(베처 부부, Bernd und Hilla Becher)는 「유형학(타이폴로지)」이라고 제목을 붙여 독일 각지의 같은 종류의 건축, 예를 들면 급수탑, 노동자 주택, 산업 지대의 경관을 무수히 촬영해, 그 사진을 서적에 정리했다.

### 심리학·인간학에서의 유형학
심리학이나 인간학에서, 어느 한정적인 일정기간에서의 개인의 행동의 항상성이 어느 한 무리의 사람들에 있어도 공통되어 관찰된다는 사실을 기초로서 일정한 원리에 의거해 조직적으로 유형으로서 결정해, 거기에 따라 다양한 성격을 분류·분석해 전체적인 이해와 파악에 제공하려는 연구법, 혹은 그러한 연구의 입장을 유형학 내지 유형론이라고 한다. 이는 20세기 전반의 유럽에서의 인간학이나 성격학, 특히 독일어권에서 융성한 인간 파악의 방법이 깔개가 되고 있어 개인에 대해서, 통계를 이용한 양적 파악에 의함이 아니고, 그 개인의 전체상을 질적으로 파악하려고 하는 입장이다. 독일의 에두아르트 슈프랑거나 스위스의 카를 융에 의한 「심리학적 유형론」, 독일의 에리히 옌슈(Erich Rudolf Jaensch)들에 의한 「인간학적 유형론」, 독일의 정신과 의사 에른스트 쿠렛치마나 아메리카 합중국의 심리학자 윌리엄 시르돈(William Herbert Sheldon)들에 의한 「체질 유형론」등이 알려져 있는。

## 참고 문헌
- 키무라 유타카 (2004년 2월). 〈유형학〉.   쇼가쿠칸 (편). 《일본대백과 사전》. 스파닙포니카 Professional Win판. 쇼가쿠칸. ISBN 4099067459. 다음 글자 무시됨: ‘ 일본 서적’ (도움말);
- Dunnell, R.C. (1986) Methodological issues in Americanist artifact classification. In M.B. Schiffer (ed.) Advances in Archaeological Method and Theory. pp.35–99. New York: Academic Press.
- Hill, J.N. and R.K. Evans (1972) A model for classification and typology. In D.L. Clarke (ed.) Models in Archaeology. pp.231–274. London: Methuen.
- Whallon, R. and J.A.Brown (eds) (1982) Essays on Archaeological Typology. Evanston: Center for American Archaeology Press.
- Bernd and Hilla Becher, Water Towers, The MIT Press, 1988

## 목록
- 유형학 (인류학)
- 유형학 (고고학)
- 유형학 (창조생물학)
- 유형학 (언어학)
- 유형학 (심리학)
- 유형학 (신학)
- 유형학 (도시계획과 건축학)
- 유형학 (통계학)

## 같이 보기
- 성격유형론
- 분류학
- 표형분류학
- 분지학

### 내용주
1. ↑   유형론은 개인의 전체상을 간편하게 잡을 수 있는 점으로 뛰어나지만, 전형적인 패턴에 주목해 버리기 때문에 중간형이나 이행형, 혹은 동적인 타입이 맹점이 되거나 다른 특징을 보이거나, 또, 실제로는 없는 특징까지도 포함해 버리는 등의 리스크도 지적된다. 키무라 (2004)